# Blossia crepidulifera
Blossia crepidulifera är en spindeldjursart som beskrevs av William Frederick Purcell 1902. Blossia crepidulifera ingår i släktet Blossia och familjen Daesiidae. Inga underarter finns listade.